# Жіноча гімназія Святої Катерини

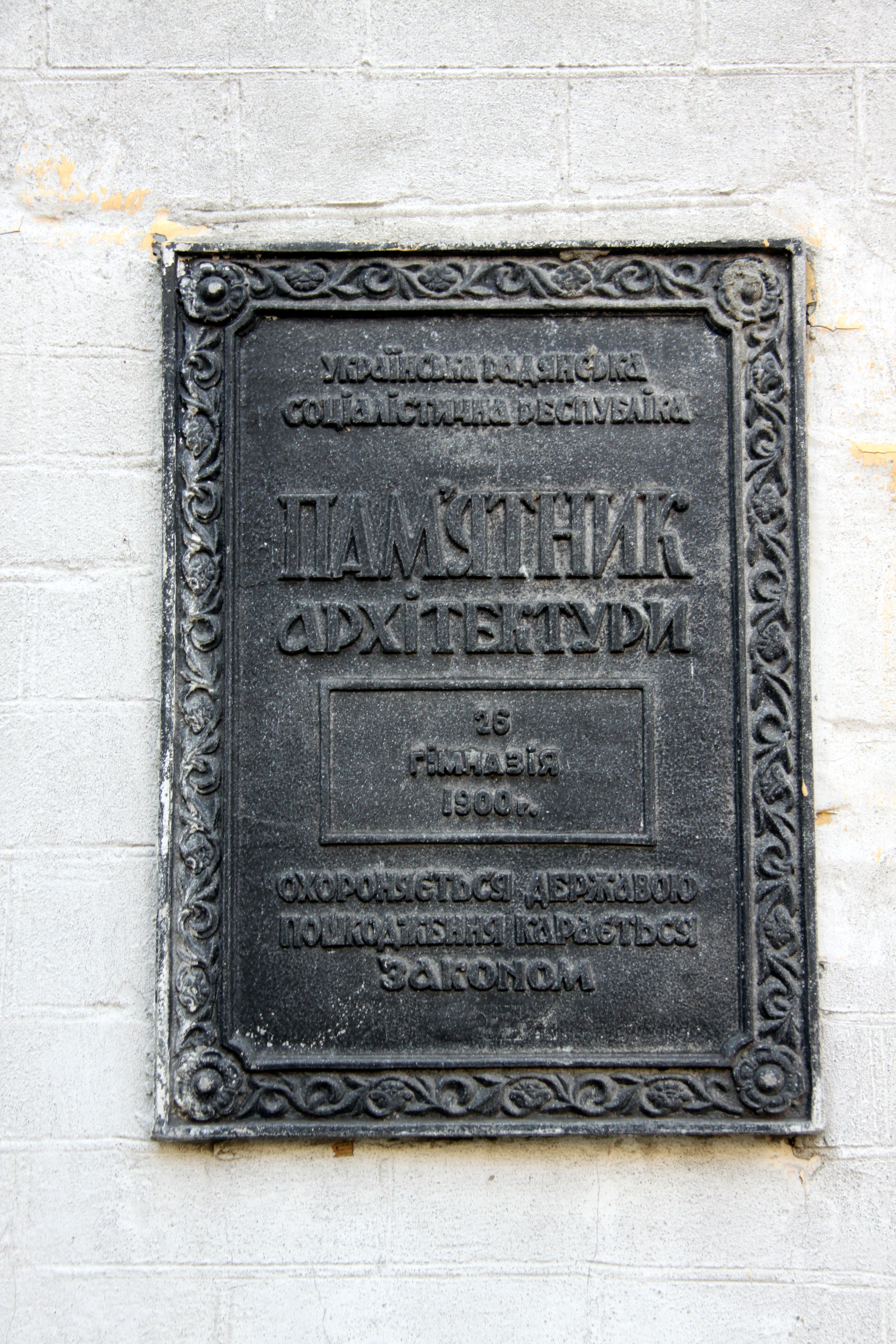
Охоронна таблиця на приміщенні колишньої гімназії

Жіноча гімназія Святої Катерини — приватна жіноча гімназія євангелістської лютеранської громади міста Києва, середній загальноосвітній заклад, заснований в Києві. Статус гімназії — з 1897 року.

## Історія
Київська євангелично-лютеранська громада з'явилася в місті у XVIII столітті й спершу обжилася на Подолі. Та після пожежі 1811 року, коли згоріла дерев'яна кірха та чимало будинків членів громади, київські лютерани переїхали на Печерськ. Тут, біля Кловського плато вони придбали нову ділянку, яку кияни згодом називали «Німецькою гіркою». Громада зростала, й виникла потреба у школі, яку й було відкрито 29 жовтня (10 листопада) 1852 року з ініціативи пастора Йоганна-Готфріда Абеля.
У 1862—1864 роках лютерани займали окреме приміщення для свого спеціального училища. 1869 року в ньому навчалося близько 120 учнів. Новий пастор Фрідріх-Вільгельм Вазем добився від влади дозволу на повноцінні середні навчальні заклади для дівчат і для хлопців, тож у 1894—1896 роках за проектом архітектора Адольфа Гаккера було споруджено нове велике приміщення чоловічої школи на вулиці Лютеранській, неподалік від кірхи. Тоді як у старому приміщенні розташувалася жіноча школа, яка з 1897 року одержала права справжньої жіночої гімназії.
Спершу в жіночій гімназії діяли два підготовчі та три молодші класи, з часом додався і четвертий. У гімназії навчалося 196 учениць. Директором гімназії стала Єлена Мейєр, випускниця Інституту шляхетних дівчат, яка пропрацювала на цій посаді понад 20 років.
1899 року лютеранська громада Києва розпочала будівництво нового двоповерхового приміщення гімназії поряд з вже існуючим. Керував будівництвом технік-будівельник прусського походження Мартин Клуг, який на той час вже був відомим київським архітектором. Нове приміщення гімназії одержало № 18, а реальне училище — № 20 по вулиці Лютеранській.
У 1910-і роки жіноча гімназія Святої Катерини та реальне училище при ній зберігали високу репутацію. Але з початком Першої світової війни приміщення реального училища використовувалося як військовий шпиталь. Тут розташувався лазарет № 2 Червного Хреста. Тож учням довелося значно потіснитися. Приміщення реального училища постраждало від вогню в часи громадянської війни й тривалий час стояло в напівзруйнованому стані. Приміщення було відремонтовано лише в 1928—1929 роках, після чого тут розташувався Науково-дослідний інститут цукрової промисловості, будинок гімназії під № 20 було передано трудовій школі № 83. У цьому ж приміщенні до 1931 року знаходилася і наступниця гімназії — трудова школа № 24 з викладанням німецькою мовою, яка пізніше була переведена на вулицю Воровського (нині Бульварно-Кудрявська вулиця). Натомість школа № 83 залишалася тут до 1968 року, після чого приміщення перейшло до інституту цукрової промисловості. Наразі приміщення за № 18 не використовується і пустує.

## Викладачі
- Лобода Андрій Митрофанович — російська мова (до 1909 року).
- Пфейффер Георгій Васильович — математика.
- Гудзій Микола Каленикович — російська мова.
- Гроссу Микола — педагогіка, дидактика (з 1902 року).
- Антонов Георгій — фізика.
- Штейнберг Ольга (Орлова) — російська мова.

## Відомі учні
- Тарасова Алла Костянтинівна
- Булгакова Віра Опанасівна
- Булгакова Надія Опанасівна
- Булгакова Варвара Опанасівна
- Булгакова Олена Опанасівна